# Palmas, Querétaro Arteaga
Palmas är en ort i Mexiko.   Den ligger i kommunen Colón och delstaten Querétaro Arteaga, i den centrala delen av landet, 170 km nordväst om huvudstaden Mexico City. Palmas ligger 2 097 meter över havet och antalet invånare är 587.
Terrängen runt Palmas är kuperad västerut, men österut är den platt. Runt Palmas är det ganska tätbefolkat, med 86 invånare per kvadratkilometer. Närmaste större samhälle är Ajuchitlán, 7,0 km öster om Palmas. Trakten runt Palmas består i huvudsak av gräsmarker.